# Flaws and All
"Flaws and All" é uma canção da cantora americana Beyoncé, gravada para a edição deluxe do seu segundo álbum de estúdio B'Day. A música foi produzida por Shea Taylor e por Beyoncé que também compôs a música junto com Ne-Yo, Shea Taylor e Solange Knowles sua irmã. Na música, Beyoncé mostra apreço pelo amor dado por o homem que a ama, onde ela vê através de todos os seus defeitos que o ama incondicionalmente.

## Antecedentes
"Flaws and All" é uma música de gênero musical classificado como R&B. Apesar da canção originalmente fazer parte da lista de músicas da edição deluxe do álbum B'Day, ela foi incluída na trilha sonora do filme de Tyler Perry, Why Did I Get Married?. Em 2008, Beyoncé lançou a música em um álbum de compilação intitulado Beyoncé Karaoke Hits, Vol. I, o álbum contém todas as suas músicas para espetáculos de karaokê. O autor Latrice Gleen cita a música em um livro de memórias intitulado My Life's Journey.

## Créditos
Os créditos foram retirados do encarte do álbum B'Day Deluxe Edition.
| 1. Jim Caruana – gravação 2. Tim Coyne – masterização 3. Rober "LB" Dorsey – gravação 4. Jean-Marie Horvat – mixagem 5. Beyoncé Knowles – composição, produção, vocais 6. Solange Knowles – composição | 1. Collin Miller – engenharia de preparação digital 2. Ne-Yo – composição, co-produção 3. Shea Taylor – composição, produção 4. Michael Tocci – gravação 5. Shane Woodley – gravação |